# Ryunosuke Akutagawa

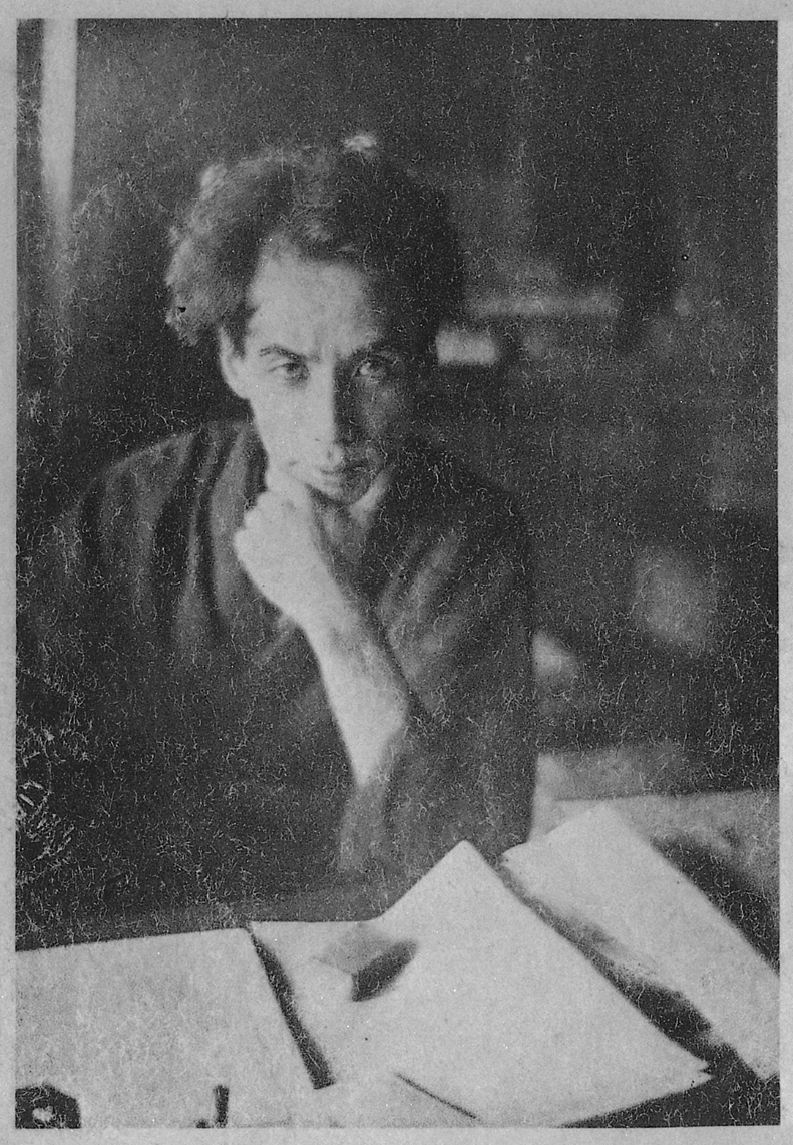
Ryūnosuke Akutagawa

Ryūnosuke Akutagawa (Japans: 芥川 龍之介, Akutagawa Ryūnosuke) (Tokio, 1 maart 1892 – aldaar, 24 juli 1927) was een Japans schrijver. Hij wordt beschouwd als de ‘vader’ van het Japanse korte verhaal. Hij pleegde zelfmoord op zijn 35e door een overdosis veronal in te nemen.

## Leven en werk
Akutagawa werd opgevoed door een oom nadat zijn moeder kort na zijn geboorte krankzinnig was geworden. Hij studeerde Engels aan de Universiteit van Tokio. Tijdens zijn studententijd werd hij hevig verliefd op een meisje, maar zijn adoptieouders verboden hem met haar te trouwen. In 1918 huwde hij uiteindelijk een andere vrouw, Fumi Tsukamoto, met wie hij drie kinderen kreeg, van wie de jongste een bekend componist werd.

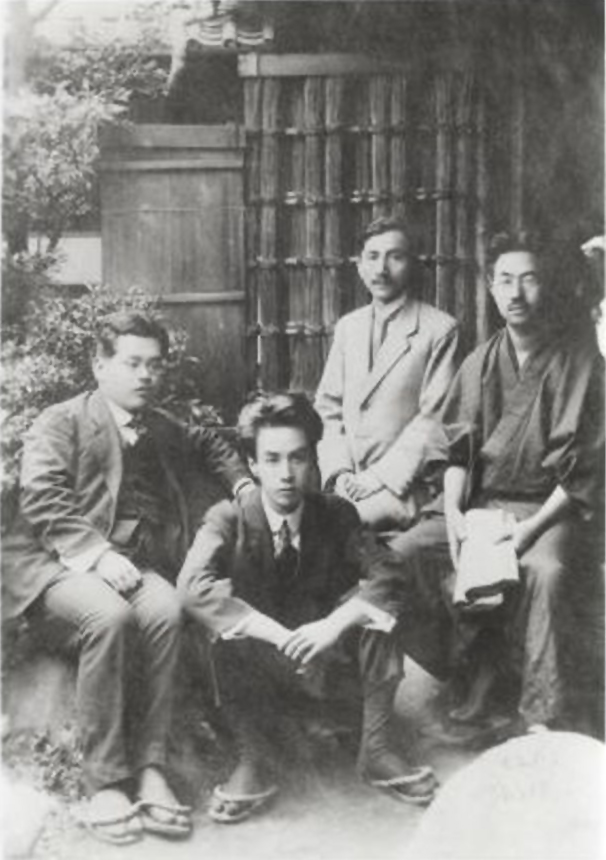
Akutagawa (2e van links) en bevriende schrijvers, 1919. Geheel links: Kan Kikuchi.

Akutagawa begon tijdens zijn studententijd met het schrijven van literatuur. Samen met een aantal vrienden, van wie enkelen later ook bekende schrijvers zouden worden, blies hij het literaire tijdschrift Shinshichō ("Nieuwe denkstromen") nieuw leven in. Ook vertaalde hij in zijn jeugdjaren werk van William Butler Yeats en Anatole France in het Japans. Hij bezocht de door hem bewonderde Natsume Soseki en beschouwde zichzelf als diens leerling.
Akutagawa schreef in zijn korte leven 150 klassiek geworden verhalen. Bekend zijn:
- Rashōmon (1915), gebaseerd op een 12e-eeuwse legende, over de morele ambiguïteit van diefstal omwille van het overleven;
- Hana ("De neus", 1916), naar een 13e-eeuws verhaal over een boeddhistische priester die zich druk maakt om zijn grote neus in plaats van soetra's te leren;
- Jigoku Hen (De gruwelen van de hel, 1918), met de esthetische opvattingen van boeddhistische Japanse schilders als centraal thema (de kunst vindt haar doel in zichzelf);
- Yabu no naka (In het bos, 1922), waarin via zeven getuigenissen voor de rechter het beeld wordt gereconstrueerd van de verkrachting van een vrouw en de latere vondst van haar mans lijk in het bos, aantonende dat op grond van de herinnering nooit een juist beeld kan worden verkregen van wat zich werkelijk heeft afgespeeld.

Akutagawa nam in zijn verhalen het ‘l'art pour l'art-principe als uitgangspunt. Daarmee ging hij sterk in tegen de toen in Japan heersende literaire stromingen van het naturalisme en de proletarische literatuur. In zijn werk verbindt Akutagawa vaak klassieke Japanse motieven. Akutagawa haalde zijn inspiratie meestal uit historische Japanse bronnen zoals de Konjaku Monogatari, een Japanse verzameling van meer dan 1000 verhalen geschreven tijdens de Heianperiode (794-1185) met moderne psychologische inzichten. Hoewel veel verhalen in vroeger eeuwen spelen, in de wrede wereld van feodale heersers, samoerais en roversbenden, zijn de thema's hedendaags, vaak handelend over het menselijke egoïsme en het belang van kunst. Hij benadrukt dat morele overwegingen van weinig belang zijn wanneer overleven in het geding is. Waarheid beschouwt hij als een relatief begrip. Hij schrijft met een soort van primitieve levenskracht, door hem zelf aangeduid met termen als “brutaliteit” en “wreedheid”. Niettemin is zijn taalgebruik weloverwogen en heeft hij een groot gevoel voor compositie. Er wordt hem weleens intellectualisme verweten, maar dat doet hij dan met een flinke portie satire en humor. 
Akutagawa's verhalen kunnen worden gecategoriseerd naar de periode waarin ze zich afspelen: Edo-mono (verhalen die zich afspelen tijdens de Edoperiode), Ōchō-mono (verhalen over de Heianperiode), Kirishitan-mono (verhalen over de christenen in het Japan van vóór de Meiji-restauratie) en Kaika-mono (verhalen tijdens de Meiji-periode). Voorbeelden van Edo-mono zijn Gesaku Zanmai en Kareno-shō. De Ōchō-mono wordt het best vertegenwoordigd door Jigokuhen en Rashōmon, de Kirishitan-mono door Hokōnon no Shi en O-gin en de Kaika-mono door Butōkai.
Later in zijn leven begon Akutagawa steeds meer autobiografische verhalen te schrijven. Hij gebruikte echter nooit zijn eigen naam, maar gaf het hoofdpersonage meestal de naam Horikawa Yasukichi. Vandaar dat deze verhalen Yasukichi-mono worden genoemd. Een bekend voorbeeld hiervan is De vaardigheid van de Schrijver.
In 1918-1919 werd Akutagawa tweemaal getroffen door de Spaanse griep, maar overleefde. In de laatste fase van zijn leven werd hij geplaagd door zowel lichamelijke als psychiatrische problemen. Hij werd erg angstig en had regelmatig hallucinaties. Zijn werk werd in toenemende mate somber en ‘donker’. Levend met de angst dat hij zijn moeders krankzinnigheid had geërfd, deed hij begin 1927 samen met een vriend een mislukte zelfmoordpoging. In juli van hetzelfde jaar nam hij een overdosis veronal waaraan hij overleed. Hij liet zijn afscheidsbrieven naast zijn kussen liggen, gericht aan zijn vrouw en vrienden, en las de bijbel alvorens hij 'in slaap viel'. Zijn bekendste afscheidsbrief, Een Brief aan een Zekere Oude Vriend, werd gepubliceerd door diens vriend Kume Masao.

## Film Rashōmon

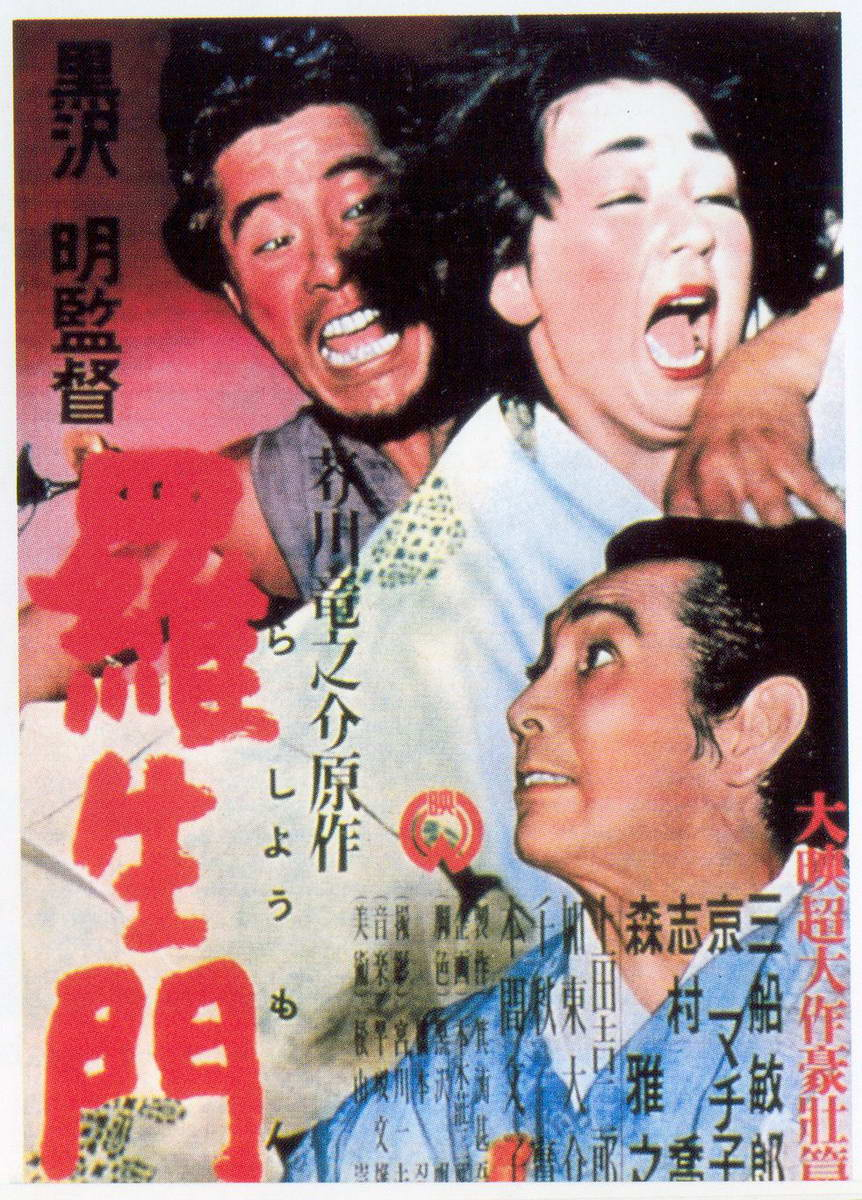
Filmposter Rashomon

In 1950 maakte de Japanse cineast Akira Kurosawa een film gebaseerd op Akutagawa's verhalen Rashōmon en Yabu no Naka (In het bos), getiteld Rashōmon. Het is een zwart-witfilm en wordt beschouwd als Kurosawa’s meesterwerk. De film won vele prijzen waaronder de Gouden Leeuw op het filmfestival in Venetië van 1951. Het was de eerste Japanse film die succes had in het buitenland.

## Akutagawa prijs
De Akutagawaprijs (Akutagawa Ryūnosuke Shō) werd in 1935 in het leven geroepen door Akutagawa’s vriend Kan Kikuchi ter nagedachtenis aan Akutagawa Ryūnosuke en wordt gesponsord door “de vereniging voor de promotie van Japanse literatuur” (Nihon Bungaku Shinkō Kai). De prijs wordt twee keer per jaar uitgereikt, in januari en in juli, voor het beste verhaal geschreven door een nieuwe veelbelovende auteur. Het De Akatugawaprijs geldt samen met de Naokiprijs als de meest begeerde literaire prijs in Japan. De winnaar krijgt een zakhorloge en een miljoen yen.

## Trivia
- Diverse verhalen van Akutagawa zijn later succesvol verfilmd. Internationale bekendheid kreeg de film Rashomon (1950) van Akira Kurosawa, in tegenstelling tot wat de titel doet vermoeden gebaseerd op zijn verhaal In het bos.
- In 1969 verscheen een aantal verhalen van Akutagawa in Nederlandse vertaling onder de titel De folteringen van de hel. In 2007 werden een aantal van zijn bekendste verhalen opgenomen in een bundel met de titel Rashomon, in een vertaling door C. Arkenbout.

## Nederlandse vertalingen
In 2007 verscheen bij Uitgeverij Veen de verhalenbundel Rashōmon en andere verhalen. Deze bundel bevat de verhalen Rashōmon, In Het Bos, Kesa en Morito, De Herfstberg, Het Scherm van de Hel en De Rovers, in vertalingen van C.I.H. Arkenbout, Jack Scholten, R.R. Shepman, Edith Koopman en Jan Bongenaar.

## Literaire werken
| Jaar | Japanse Titel                                                   | Betekenis titel | Genre           |
| ---- | --------------------------------------------------------------- | --- | --------------- |
| 1914 | 老年 Rōnen                                                      | Ouderdom | fictie          |
| 1915 | 羅生門 Rashōmon                                                 | De Rashōpoort (een poort in het oude Kyoto)                                                                                     | fictie          |
| 1916 | 鼻 Hana                                                         | De neus | fictie          |
| 1916 | 芋粥 Imogayu                                                    | Een soort gort met zoete aardappel (?)                                                                                          | fictie          |
| 1917 | 戯作三昧 Gesaku zanmai                                          | Geobsedeerd zijn met het schrijven van populaire fictie                                                                         | fictie          |
| 1917 | Chuto                                                           | De rovers | fictie          |
| 1917 | 忠誠 Chūsei                                                     | Loyaliteit | fictie          |
| 1917 | Ogata Ryōsai Oboegaki                                           | Dr. Ogata Ryōsai: Memorandum | fictie          |
| 1918 | 蜘蛛の糸 Kumo no Ito                                            | Spinnenrag | fictie          |
| 1918 | Kesa to Morito                                                  | Kesa en Morito (persoonsnamen)                                                                                                  | fictie          |
| 1918 | Hokōnin no Shi                                                  | De dood van een christen | fictie          |
| 1918 | Kareno-shō                                                      | Sprokkelingen van een verdord veld                                                                                              | fictie          |
| 1918 | 頸が落ちた Kubi ga Ochita Hanashi                               | Verhaal van een hoofd dat afviel                                                                                                | fictie          |
| 1918 | 地獄変 Jigokuhen                                                | Het scherm van de hel | fictie          |
| 1918 | 邪宗門 Jashūmon                                                 | Buitenlandse godsdienst (of ketterij) aangeleerd door 1 meester(?) De titel verwijst hoogstwaarschijnlijk naar het christendom. | fictie          |
| 1919 | 魔術 Majutsu                                                    | Zwarte magie | fictie          |
| 1919 | 龍 Ryū                                                          | De draak: Het verhaal van de oude pottenbakker                                                                                  | fictie          |
| 1919 | 蜜柑 Mikan                                                      | Mandarijnen | fictie          |
| 1920 | 南京の基督 Nankin no Kirisuto                                   | Christus in Nanjing (stad in China)                                                                                             | fictie          |
| 1920 | Toshishun                                                       | Tu Tze-chun (persoonsnaam) | fictie          |
| 1920 | 舞踏会 Butōkai                                                  | Het bal | fictie          |
| 1920 | アグニの神 Aguni no Kami                                        | De God van Aguni (Aguni is een dorp gelegen in het district Sjimajiri in Okinawa, Japan.)                                       | fictie          |
| 1920 | 秋 Aki                                                          | Herfst | fictie          |
| 1920 | ネギ Negi                                                       | Groene uien | fictie          |
| 1921 | Shuzanzu                                                        | De herfstberg | fictie          |
| 1922 | トロッコ Torokko                                                | Een soort tram | fictie          |
| 1922 | O-Gin                                                           | O-Gin (persoonsnaam) | fictie          |
| 1922 | 藪の中 Yabu no Naka                                             | In het bos | fictie          |
| 1923 | 子供の病気 Kodomo no Byōki                                      | De baby’s ziekte | autobiografisch |
| 1924 | 文章 Bunshō                                                     | De vaardigheid van de schrijver                                                                                                 | autobiografisch |
| 1925 | Daidōji Shinsuke no Hansei                                      | Het vroege leven van Daidōji Shinsuke                                                                                           | autobiografisch |
| 1927 | 玄鶴山房 Genkakusanbō                                           | De villa van Genkaku | fictie          |
| 1927 | しん気楼 Shinkirō                                               | Luchtspiegeling | fictie          |
| 1927 | 侏儒の言葉 Shuju no Kotoba                                      | Woorden van een dwerg | fictie          |
| 1927 | 文芸的な、あまりに文芸的な Bungeiteki na, Amarini Bungeiteki na | Geletterd, te geletterd | essay           |
| 1927 | 河童 Kappa                                                      | Waterduivel | fictie          |
| 1927 | 歯車 Haguruma                                                   | Tandwielen | autobiografisch |
| 1927 | 或る阿呆の一生 Aru Ahō no Isshō                                 | Het Leven van een dwaas | autobiografisch |
| 1927 | 西方の人 Seihō no Hito                                          | De man uit het westen | essay           |